# Carlos Álvarez Rivera
Carlos Álvarez Rivera (nascut el 6 d'agost de 2003) és un futbolista professional andalús que juga com a migcampista ofensiu o extrem dret al Llevant UE de LaLiga.

## Carrera de club

### Sevilla
Nascut a Sanlúcar la Mayor, Sevilla, Andalusia, Álvarez es va incorporar a les categories inferiors del Sevilla FC el 2011, procedent de l'equip local, el CD Diez de Sanlúcar. Va renovar el seu contracte amb el club el 9 d'agost de 2019, i va debutar amb el sènior amb el filial als 16 anys quinze dies després, entrant a la segona part com a substitut de Diego García en un empat a 0 a casa a la Segona Divisió B contra el Ieclà Esportiu.
Álvarez va marcar el seu primer gol com a sènior el 13 de febrer de 2022, però en una derrota per 2-1 contra el CE Alcoià a la Primera Divisió RFEF. El 21 de desembre, va marcar en el seu debut amb el primer equip, marcant el primer gol en una victòria per 3-0 a la Copa del Rei contra el Juventud de Torremolinos CF.
Álvarez va debutar a la Lliga el 8 de gener de 2023, substituint Óliver Torres en una victòria a casa per 2-1 contra el Getafe CF.

### Llevant
El 12 d'agost de 2023, Álvarez va signar un contracte de quatre anys amb el Levante UD de Segona Divisió.

## Carrera internacional
Álvarez és internacional juvenil amb la selecció espanyola, havent representat les seleccions espanyola sub-16, espanyola sub-17 i espanyola sub-19.

## Palmarès
Llevant
- Segona Divisió: 2024–25